# Academia pro Interlingua
Academia pro Interlingua – organizacja poświęcona promocji międzynarodowych języków pomocniczych. Była związana przede wszystkim z prof. Giuseppe Peanem, twórcą języka Latino sine flexione (łaciny bez fleksji).
Academia powstała w 1908 z Akademi Internasional de Lingu Universal (organizacji zajmującej się językiem Idiom neutral). Zainteresowała się ona językiem Latino sine flexione stworzonym przez Giuseppe Peana. Akademia przyjęła nazwę Akademia pro Interlingua, ponieważ była ona alternatywną nazwą języka, którym się zajęła. Akademia przetrwała do ok. 1939 r.
Obecnie nazwa Interlingua zwykle odnosi się do innego języka przedstawionego w 1951 r. przez International Auxiliary Language Association (Międzynarodowe Stowarzyszenie Języka Pomocniczego). Nazwa Akademia pro Interlingua obecnie jest wykorzystywana przez niezależną grupę zwolenników tego języka.